# Max von Kluge
Max Kluge, seit 1913 von Kluge, (* 4. Dezember 1856 in Schniebinchen, Kreis Sorau; † 29. November 1934 in Kolberg) war ein deutscher Offizier und zuletzt preußischer Generalleutnant.

## Leben
Kluge schlug eine Militärlaufbahn in der Preußischen Armee ein, war u. a. Kommandeur des 1. Pommerschen Feldartillerie-Regiments Nr. 2 sowie ab 20. April 1909 Kommandeur der 22. Feldartillerie-Brigade in Kassel. Anlässlich des 25-jährigen Regierungsjubiläums von Kaiser Wilhelm II. wurde Kluge in den erblichen preußischen Adelsstand erhoben.
Am 1. Januar 1914 wurde Kluge zum Kommandeur der 18. Division in Flensburg ernannt. Zu Beginn des Ersten Weltkrieges standen seine Truppen im Rahmen des IX. Armee-Korps an der Westfront. Er nahm im August 1914 an der Schlacht bei Mons und nach dem Vorstoß zur Marne Anfang September an der Schlacht am Ourcq teil. Nach der Ersten Aisneschlacht ging seine Division zum Stellungskrieg über, am 21. Juni 1915 gab er sein Kommando an Generalleutnant Paul Bloch von Blottnitz ab. Er wurde daraufhin zu den Offizieren von der Armee überführt und am 6. September 1915 in Genehmigung seines Abschiedsgesuches mit der gesetzlichen Pension zur Disposition gestellt.
Aus seiner am 8. Oktober 1881 in Glogau geschlossenen Ehe mit Elise Kühn-Schuhmann ging der spätere Generalfeldmarschall Günther von Kluge (1882–1944) hervor. Ein weiterer Sohn war der General Wolfgang von Kluge.